# 布斯巴克
布斯巴克（法語：Bousbach，法語發音：[busbak]；洛林法兰克语：Buschboch）是法国摩泽尔省的一个市镇，属于福尔巴克-布莱摩泽尔区。

## 地理
布斯巴克（49°8'54"N, 6°56'57"E）面积5.91 平方千米，位于法国大東部大區摩泽尔省，该省份为法国东北部内陆省份，是洛林的一部分，西南接默尔特-摩泽尔省，东临下莱茵省，北与卢森堡和德国接壤。
与布斯巴克接壤的市镇（或旧市镇、城区）包括：贝伦莱福尔巴克、福尔克兰、凯尔巴克、努斯维莱尔-圣纳博尔、唐特兰。
布斯巴克的时区为UTC+01:00、UTC+02:00（夏令时）。

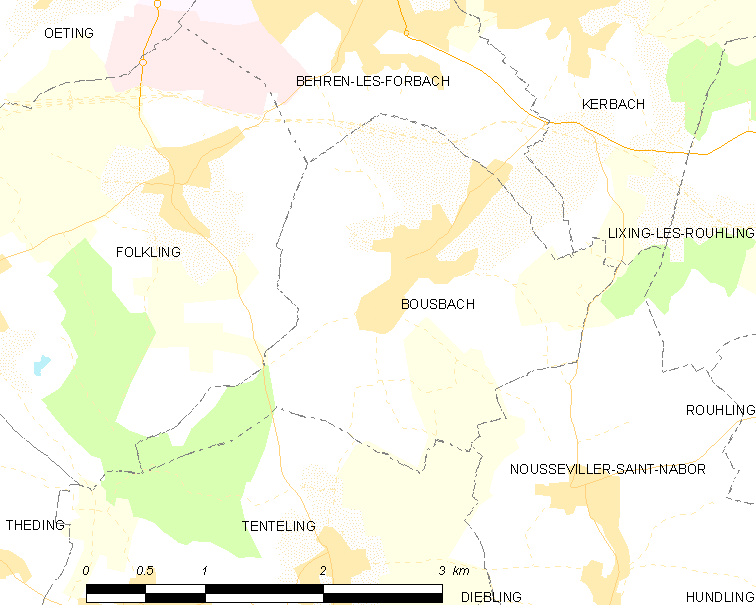
布斯巴克的OSM定位图

## 行政
布斯巴克的邮政编码为57460，INSEE市镇编码为57101。

## 政治
布斯巴克所属的省级选区为斯蒂兰旺代勒县。

## 人口

1962-2008年间布斯巴克人口变化图示

布斯巴克于2022年1月1日时的人口数量为1188人。